# Ямельня
Яме́льня — село в Україні, в Івано-Франківській селищній територіальній громаді Яворівського району Львівської області. Населення становить 449 осіб (2001).

## Загальні відомості
В Ямельні збереглася римо-католицька каплиця, зведена ймовірно в 30-х роках 20 століття. Особливістю архітектури каплиці є дві вежі та сигнатурка посередині покрівлі над поздовжнім нефом (навою). [2]. Побудована на пагорбі над невеликим ставом практично в центрі села. Згідно з переказами місцевих старожилів костел-каплиця діяв недовго — всього кілька років перед початком Другої Світової Війни. В книзі львівського краєзнавця Василя Лаби «Історія села Страдч та штрихи до історії села Ямельня: від найдавніших часів до 1939 року»(Львів, 1999 р.) зазначається, що вже в 1930-х роках поляки в селі мали свій костел.[1]. Каплицю звели як філіальну споруду парафії римо-католиків Янова (з 1946 року смт. Івано-Франкове). [3]. Вже 1934 року була побудована українська парафіяльна церква св. Архангела Михаїла. Теж на пагорбі, але ближче до дороги Львів-Яворів. Освячена 15 липня. Проект виконав архітектор Євген Нагірний.
Станом на 2015 рік с. Ямельня підпорядковувалась селищній раді с. Поріччя, яке знаходиться на південний захід від села. З північного боку с. Поріччя плавно переходить в с. Страдч. Обидва села розташовані на р. Верещиця (притока р. Дністер). Станом на 2022 рік село входить до складу Івано-Франківської селищної громади.

## Історія
Перші згадки про село сягають ще 1370 року, коли воно згадувалося одночасно з Великополем та Івано-Франковим. В селі оброблялось 3 лани землі.
Згадується село в документах (як Ямпна) 24 березня 1396.
На час люстрації в селі проживав тільки один господар на чверті лану землі та 4 коморники. В селі був фільварок, в якому того року було 89 кіп жита, 7 кіп пшениці, 30 кіп сумішки, 40 кіп вівса, 36 кіп ячменю, 34 копи гречки та 12 кіп гороху. Озимини було тільки 77 кіп, решту становили ярі культури. Весь річний прибуток з фільварка становив 152 зол. Селяни Ямельні мали право вільно брати в лісах дрова для своїх потреб.
У 1787 році в селі був фільварок Шимона Шептицького. Двірські землеволодіння становили 112 моргів ріллі, 43 — лук, 4 пасовиськ та 86 моргів лісу. Селянські землі відповідно становили 368, 180 та 56 моргів. Третину полів кожного року селяни залишали лежати облогом, а пізніше на такому облозі протягом двох років сіяли збіжжя. На 1 морг землі в середньому висівали по 40 гарнців зерна, а середній врожай становив 4,75 корця з морга. В селі було всього 44 номери.
У 1820 році село належало Маркові Свідзінському. Проживали у ньому мешканці з прізвищами Адамів, Бабак, Бала, Бачко, Богуцький, Брода, Бродніцький, Бук, Варига, Вдович, Воробій, Вятр, Гамала, Гудз, Демчишин, Йолоп, Загурський, Зєнковський, Лапан, Лукашів, Клуз, Кміт, Коциляк, Кугай, Курка, Маліс, Марцинів, Пйонтковські, Ролік, Разнерович, Сабадаш, Садовий, Скіц, Сосновський, Тимчишин, Трущак, Трибула, Хим'як, Щука, Якубів. За селом було закріплено 480 моргів поля, 283 морги лук та 86 моргів лісу. З 52 селянських господарств абсолютну більшість становили господарства, які мали від 10 до 13 моргів землі. Судячи з імен та прізвищ тут було близько 15 господарів-поляків.
Разом селяни відробляли 1035 днів панщини кіньми, 2484 дні волами та 104 дні пішо. Восени давали до двору 25,5 гуски, 153 курей, 382 яйця, 159 мотків прядива. Пряли з двірського лляного волокна.
У 1857 році в Ямельні проживали 242 українці, існувала парафіяльна школа.
На 01.01.1939 в селі проживало 750 мешканців, з них 390 українців-грекокатоликів, 295 українців-латинників, 60 поляків, 5 євреїв

## Населення

### Мова
Розподіл населення за рідною мовою за даними перепису 2001 року:
| Мова       | Кількість | Відсоток |
| ---------- | --------- | -------- |
| українська | 448       | 99.78%   |
| російська  | 1         | 0.22%    |
| Усього     | 44        | 100%     |